# Yu Guohui
Yu Guohui (en chino: 于 國輝, 30 de abril de 1977) es un atleta chino especializado en marcha atlética.
Guohui ha participado en dos Juegos Olímpicos, concretamente en los de los años 1996 y 2000, siempre sobre la distancia de 20 km. En los Juegos Olímpicos de Atlanta de 1996 terminó en puesto 21. Su segunda participación fue en los Juegos Olímpicos de Sídney de 2000, donde terminó en decimotercera posición.
Ha participado en dos ocasiones en la Copa del Mundo de Marcha Atlética. En una de ellas terminó alzándose con medalla. Fue concretamente en el año 1999, en Mézidon-Canon, donde obtuvo la medalla de plata. Otros resultados remarcables son el cuarto puesto en el Campeonato Mundial de Atletismo de 1997 celebrado en Atenas o el puesto 14 del Campeonato Mundial de Atletismo de 1999 celebrado en Sevilla.

## Mejores marcas personales
| Mejores marcas personales | Mejores marcas personales | Mejores marcas personales | Mejores marcas personales |
| Distancia                 | Tiempo                    | Lugar                     | Fecha                     |
| ------------------------- | ------------------------- | ------------------------- | ------------------------- |
| 20 km                     | 1h:19:38                  | Zhuhai, China             | 10 de marzo de 1996       |
| 50 km                     | 3h:47:34                  | Guangzhou, China          | 23 de noviembre de 2001   |
| PC - Pista Cubierta       |                           |                           |                           |